# Monsalupe
Monsalupe település Spanyolországban, Ávila tartományban. Monsalupe Ávila, Bularros, Aveinte, San Juan de la Encinilla, Las Berlanas, Peñalba de Ávila és Cardeñosa községekkel határos. Lakosainak száma 59 fő (2024).

## Népesség
A település népessége az utóbbi években az alábbiak szerint változott:
| Lakosok száma | 94   | 73   | 71   | 63   | 53   | 65   | 73   | 71   | 60   | 59   |
|               | 2001 | 2004 | 2006 | 2009 | 2011 | 2014 | 2016 | 2019 | 2021 | 2024 |